# Höks härads valkrets
Höks härads valkrets var vid riksdagsvalen till andra kammaren 1866–1908 en egen valkrets med ett mandat och omfattade Höks härad. Valkretsen avskaffades vid övergången till proportionellt valsystem i valet 1911, då den uppgick i Hallands läns valkrets.

## Riksdagsmän
- Carl Ifvarsson, lmp 1867–1887, gamla lmp 1888–1889 (1867–27/12 1889)
- Gustaf Gyllensvärd, gamla lmp 1890–1894, lmp 1895–1899 (1890–1899)
- Theodor Carlheim-Gyllenskiöld, lmp 1900–1902, vilde 1903–1905 (1900–1905)
- August Ifvarsson, nfr 1906–1909, lib s 1910–1911 (1906–1911)

## Valresultat

### 1896
| Andrakammarvalet i Sverige 1896: Höks härads valkrets | Andrakammarvalet i Sverige 1896: Höks härads valkrets | Andrakammarvalet i Sverige 1896: Höks härads valkrets | Andrakammarvalet i Sverige 1896: Höks härads valkrets | Andrakammarvalet i Sverige 1896: Höks härads valkrets |
| Kandidat                                              | Kandidat                                              | Röster                                                | Röster                                                | Röster                                                |
| Kandidat                                              | Kandidat                                              | Antal                                                 | %                                                     | +− %                                                  |
| ----------------------------------------------------- | ----------------------------------------------------- | ----------------------------------------------------- | ----------------------------------------------------- | ----------------------------------------------------- |
|                                                       | Gustaf Gyllensvärd                                    | 423                                                   | 68,8                                                  |                                                       |
|                                                       | N.P. Hansson i Öringe                                 | 191                                                   | 31,0                                                  |                                                       |
|                                                       | Övriga kandidater                                     | 1                                                     | 0,2                                                   | —                                                     |
| Antal giltiga röster                                  | Antal giltiga röster                                  | 615                                                   |                                                       |                                                       |
| Kasserade röster                                      | Kasserade röster                                      | 3                                                     |                                                       |                                                       |
| Totalt                                                | Totalt                                                | 618                                                   |                                                       |                                                       |

Valkretsen hade 19 413 invånare den 31 december 1895, varav 1 515 eller 7,8 % var valberättigade. 618 personer deltog i valet, ett valdeltagande på 40,8 %.

### 1899
| Andrakammarvalet i Sverige 1899: Höks härads valkrets | Andrakammarvalet i Sverige 1899: Höks härads valkrets | Andrakammarvalet i Sverige 1899: Höks härads valkrets | Andrakammarvalet i Sverige 1899: Höks härads valkrets | Andrakammarvalet i Sverige 1899: Höks härads valkrets |
| Kandidat                                              | Kandidat                                              | Röster                                                | Röster                                                | Röster                                                |
| Kandidat                                              | Kandidat                                              | Antal                                                 | %                                                     | +− %                                                  |
| ----------------------------------------------------- | ----------------------------------------------------- | ----------------------------------------------------- | ----------------------------------------------------- | ----------------------------------------------------- |
|                                                       | Theodor Carlheim-Gyllenskiöld                         | 403                                                   | 67,3                                                  |                                                       |
|                                                       | N.P. Hansson i Öringe                                 | 194                                                   | 32,4                                                  | ▲1,4                                                  |
|                                                       | Övriga kandidater                                     | 2                                                     | 3,3                                                   | —                                                     |
| Antal giltiga röster                                  | Antal giltiga röster                                  | 599                                                   |                                                       |                                                       |
| Kasserade röster                                      | Kasserade röster                                      | 9                                                     |                                                       |                                                       |
| Totalt                                                | Totalt                                                | 608                                                   |                                                       |                                                       |

Valet hölls den 9 september 1899. Valkretsen hade 19 123 invånare den 31 december 1898, varav 1 513 eller 7,9 % var valberättigade. 608 personer deltog i valet, ett valdeltagande på 40,2 %.

### 1902
| Andrakammarvalet i Sverige 1902: Höks härads valkrets | Andrakammarvalet i Sverige 1902: Höks härads valkrets | Andrakammarvalet i Sverige 1902: Höks härads valkrets | Andrakammarvalet i Sverige 1902: Höks härads valkrets | Andrakammarvalet i Sverige 1902: Höks härads valkrets |
| Kandidat                                              | Kandidat                                              | Röster                                                | Röster                                                | Röster                                                |
| Kandidat                                              | Kandidat                                              | Antal                                                 | %                                                     | +− %                                                  |
| ----------------------------------------------------- | ----------------------------------------------------- | ----------------------------------------------------- | ----------------------------------------------------- | ----------------------------------------------------- |
|                                                       | Theodor Carlheim-Gyllenskiöld                         | 182                                                   | 87,1                                                  | ▲19,8                                                 |
|                                                       | Närmaste kandidat                                     | 24                                                    | 11,5                                                  |                                                       |
|                                                       | Övriga kandidater                                     | 3                                                     | 1,4                                                   | —                                                     |
| Antal giltiga röster                                  | Antal giltiga röster                                  | 209                                                   |                                                       |                                                       |
| Kasserade röster                                      | Kasserade röster                                      | 7                                                     |                                                       |                                                       |
| Totalt                                                | Totalt                                                | 216                                                   |                                                       |                                                       |

Valet hölls den 12 september 1902. Valkretsen hade 18 515 invånare den 31 december 1901, varav 1 556 eller 8,4 % var valberättigade. 216 personer deltog i valet, ett valdeltagande på 13,9 %.

### 1905
| Andrakammarvalet i Sverige 1905: Höks härads valkrets | Andrakammarvalet i Sverige 1905: Höks härads valkrets | Andrakammarvalet i Sverige 1905: Höks härads valkrets | Andrakammarvalet i Sverige 1905: Höks härads valkrets | Andrakammarvalet i Sverige 1905: Höks härads valkrets |
| Kandidat                                              | Kandidat                                              | Röster                                                | Röster                                                | Röster                                                |
| Kandidat                                              | Kandidat                                              | Antal                                                 | %                                                     | +− %                                                  |
| ----------------------------------------------------- | ----------------------------------------------------- | ----------------------------------------------------- | ----------------------------------------------------- | ----------------------------------------------------- |
|                                                       | August Ifvarsson                                      | 277                                                   | 39,1                                                  |                                                       |
|                                                       | Nils Johansson                                        | 271                                                   | 38,3                                                  |                                                       |
|                                                       | N.A. Jonsson i Mellby                                 | 158                                                   | 22,3                                                  |                                                       |
|                                                       | Övriga kandidater                                     | 2                                                     | 0,3                                                   | —                                                     |
| Antal giltiga röster                                  | Antal giltiga röster                                  | 708                                                   |                                                       |                                                       |
| Kasserade röster                                      | Kasserade röster                                      | 1                                                     |                                                       |                                                       |
| Totalt                                                | Totalt                                                | 709                                                   |                                                       |                                                       |

Valet hölls den 11 september 1905. Valkretsen hade 18 358 invånare den 31 december 1904, varav 1 671 eller 9,1 % var valberättigade. 709 personer deltog i valet, ett valdeltagande på 42,4 %.

### 1908
| Andrakammarvalet i Sverige 1908: Höks härads valkrets | Andrakammarvalet i Sverige 1908: Höks härads valkrets | Andrakammarvalet i Sverige 1908: Höks härads valkrets | Andrakammarvalet i Sverige 1908: Höks härads valkrets | Andrakammarvalet i Sverige 1908: Höks härads valkrets |
| Kandidat                                              | Kandidat                                              | Röster                                                | Röster                                                | Röster                                                |
| Kandidat                                              | Kandidat                                              | Antal                                                 | %                                                     | +− %                                                  |
| ----------------------------------------------------- | ----------------------------------------------------- | ----------------------------------------------------- | ----------------------------------------------------- | ----------------------------------------------------- |
|                                                       | August Ifvarsson                                      | 393                                                   | 52,5                                                  | ▲13,4                                                 |
|                                                       | Nils Johansson (höger)                                | 352                                                   | 47,1                                                  |                                                       |
|                                                       | Övriga kandidater                                     | 3                                                     | 0,4                                                   | —                                                     |
| Antal giltiga röster                                  | Antal giltiga röster                                  | 748                                                   |                                                       |                                                       |
| Kasserade röster                                      | Kasserade röster                                      | 1                                                     |                                                       |                                                       |
| Totalt                                                | Totalt                                                | 749                                                   |                                                       |                                                       |

Valet hölls den 18 september 1908. Valkretsen hade 18 337 invånare den 31 december 1907, varav 1 757 eller 9,6 % var valberättigade. 749 personer deltog i valet, ett valdeltagande på 42,6 %.